# Tibery
O Tibery é um bairro da Zona Leste de Uberlândia, no Triângulo Mineiro, Região Sudeste do Brasil. 
É formado pela união dos bairros Vila Ana Angélica, Vila Correia, Loteamento Eduardo Rezende e Tibery, conforme a Secretaria Municipal de Planejamento Urbano e Meio Ambiente. Tem mais de 18 mil habitantes e é o segundo maior bairro da Zona Leste, e o 6º maior da cidade de Uberlândia, segundo o censo do IBGE de 2010.

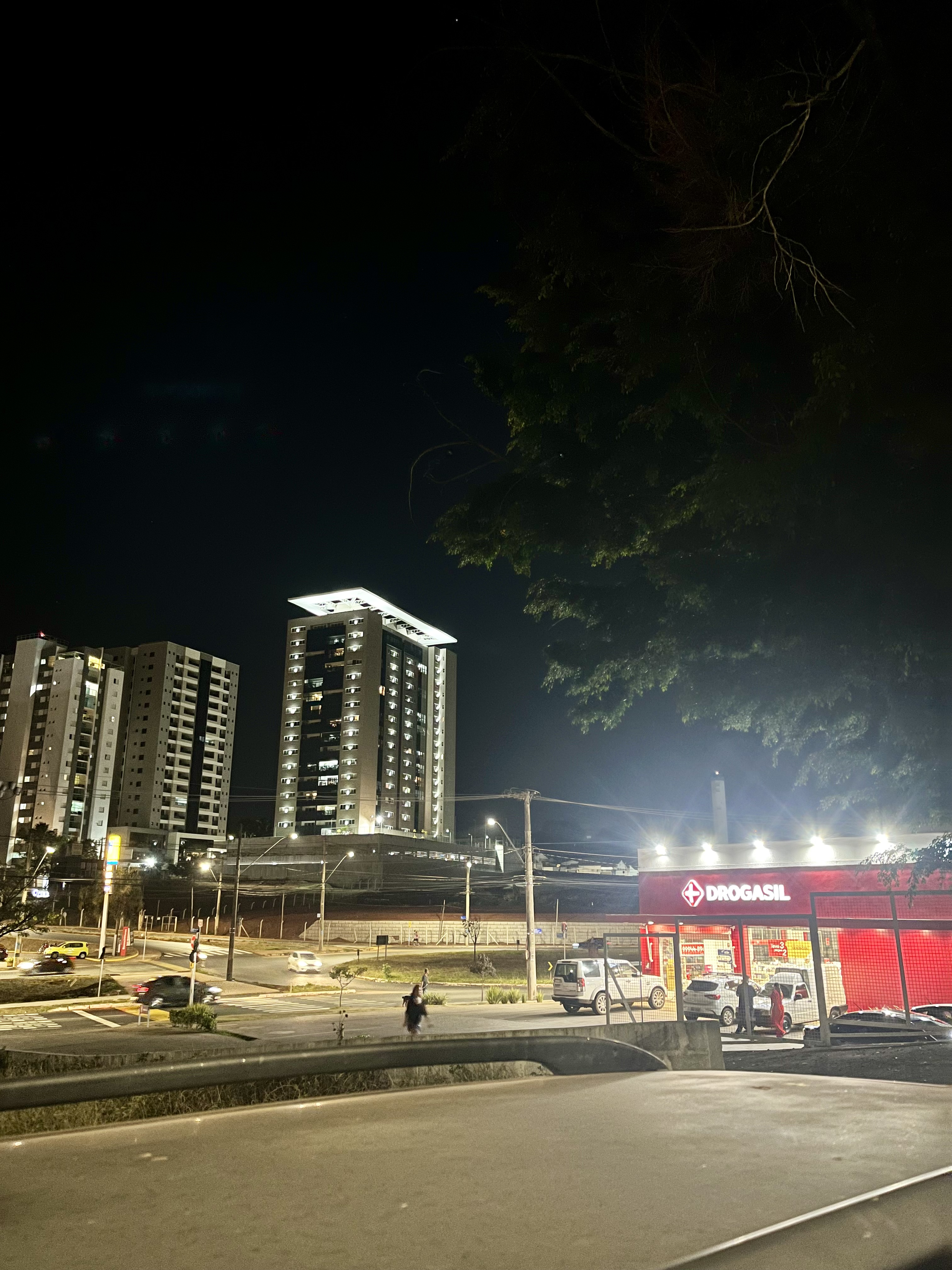
Alguns edifícios no bairro Tibery, na Zona Leste de Uberlândia, durante a noite

O bairro Tibery abriga o maior centro de compras, lazer e negócios do interior de Minas Gerais, o Center Shopping Uberlândia.[carece de fontes?] Abriga também o hipermercado Carrefour; o novo fórum da cidade; a Receita Federal; o Ministério Público do estado e o Ministério Público Federal; o Teatro Municipal, projetado pelo arquiteto Oscar Niemeyer; os estádios Parque do Sabiá e Airton Borges; a Arena Tancredo Neves (Sabiazinho); hoteis, como as duas torres do Mercure Plaza Shopping; concessionárias de veículos; entre outros.

## População

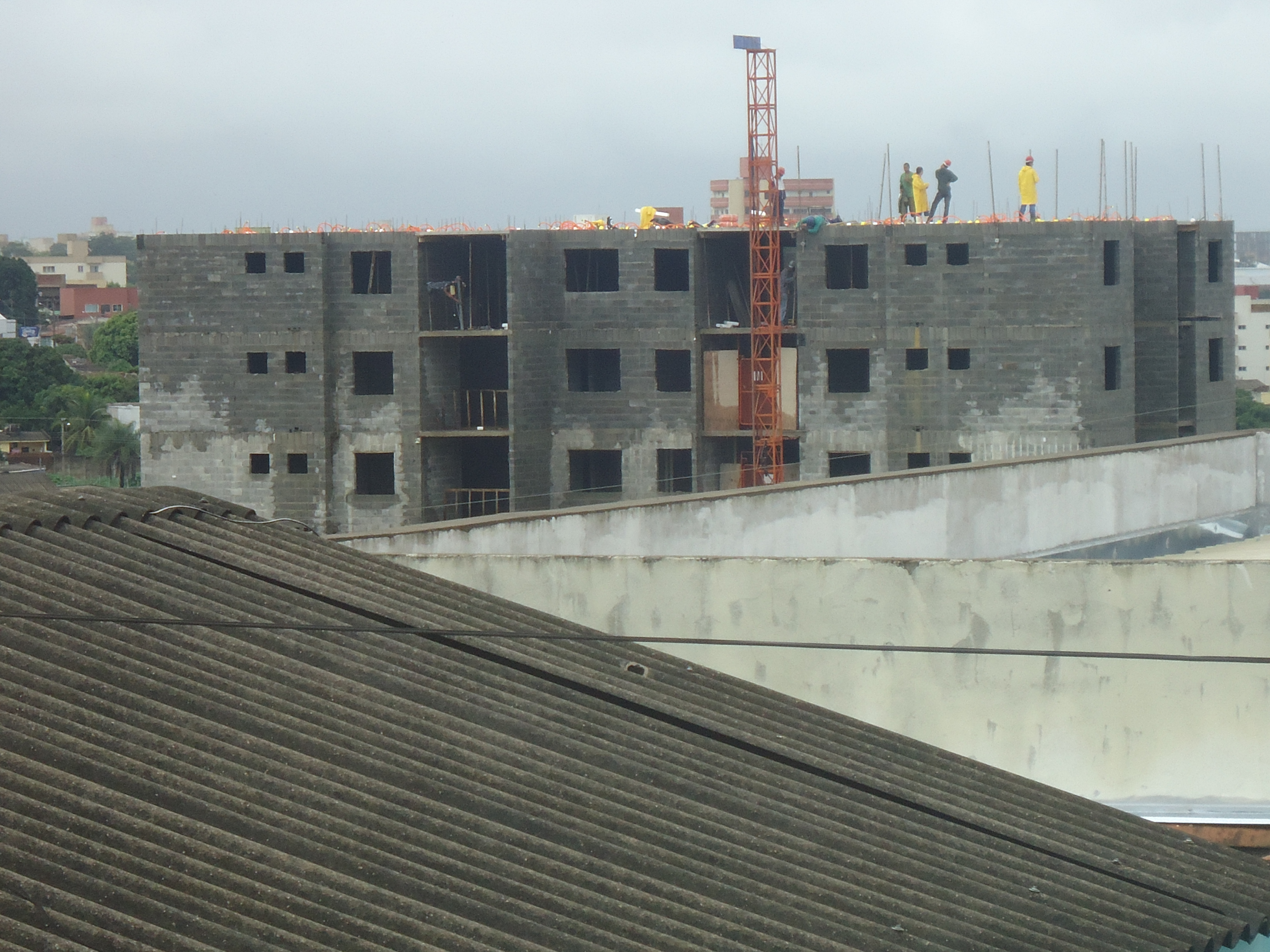
Um edifício sendo construído na Rua Nicarágua, no bairro Tibery, terá por volta de 18 andares.

O bairro Tibery possui 6.597 domicílios numa área de 3,371 km².
| Masculino | Feminino |
| --------- | -------- |
| 11.066    | 11.518   |

| Menos de 01 ano | 01 a 04 anos | 05 a 09 anos | 10 a 14 anos | 15 a 19 anos | 20 a 24 anos | 25 a 29 anos | 30 a 34 anos | 35 a 39 anos | 40 a 49 anos | 50 a 59 anos | 60 a 69 anos | 70 a 79 anos | Mais de 80 anos |
| --------------- | ------------ | ------------ | ------------ | ------------ | ------------ | ------------ | ------------ | ------------ | ------------ | ------------ | ------------ | ------------ | --------------- |
| 308             | 1.410        | 1.770        | 1.969        | 2.290        | 2.404        | 2.112        | 1.880        | 1.806        | 2.927        | 1.848        | 1.160        | 533          | 165             |

| até 1/4 | mais de 1/4 a 1/2 | mais de 1/2 a 3/4 | mais de 3/4 a 1 | mais de 1 a 1 1/4 | mais de 1 1/4 a 1 1/2 | mais de 1 1/2 a 2 | mais de 2 a 3 | mais de 3 a 5 | mais de 5 a 10 | mais de 10 a 15 | mais de 15 a 20 | mais de 20 a 30 | mais de 30 | sem rendimento |
| ------- | ----------------- | ----------------- | --------------- | ----------------- | --------------------- | ----------------- | ------------- | ------------- | -------------- | --------------- | --------------- | --------------- | ---------- | -------------- |
| 0,03    | 0,27              | 0,70              | 13,81           | 1,43              | 5,17                  | 14,10             | 16,43         | 19,82         | 15,93          | 3,40            | 1,70            | 0,51            | 0,80       | 5,90           |

| Alfabetizado | Não alfabetizado |
| ------------ | ---------------- |
| 92,79        | 7,21             |

## Transportes

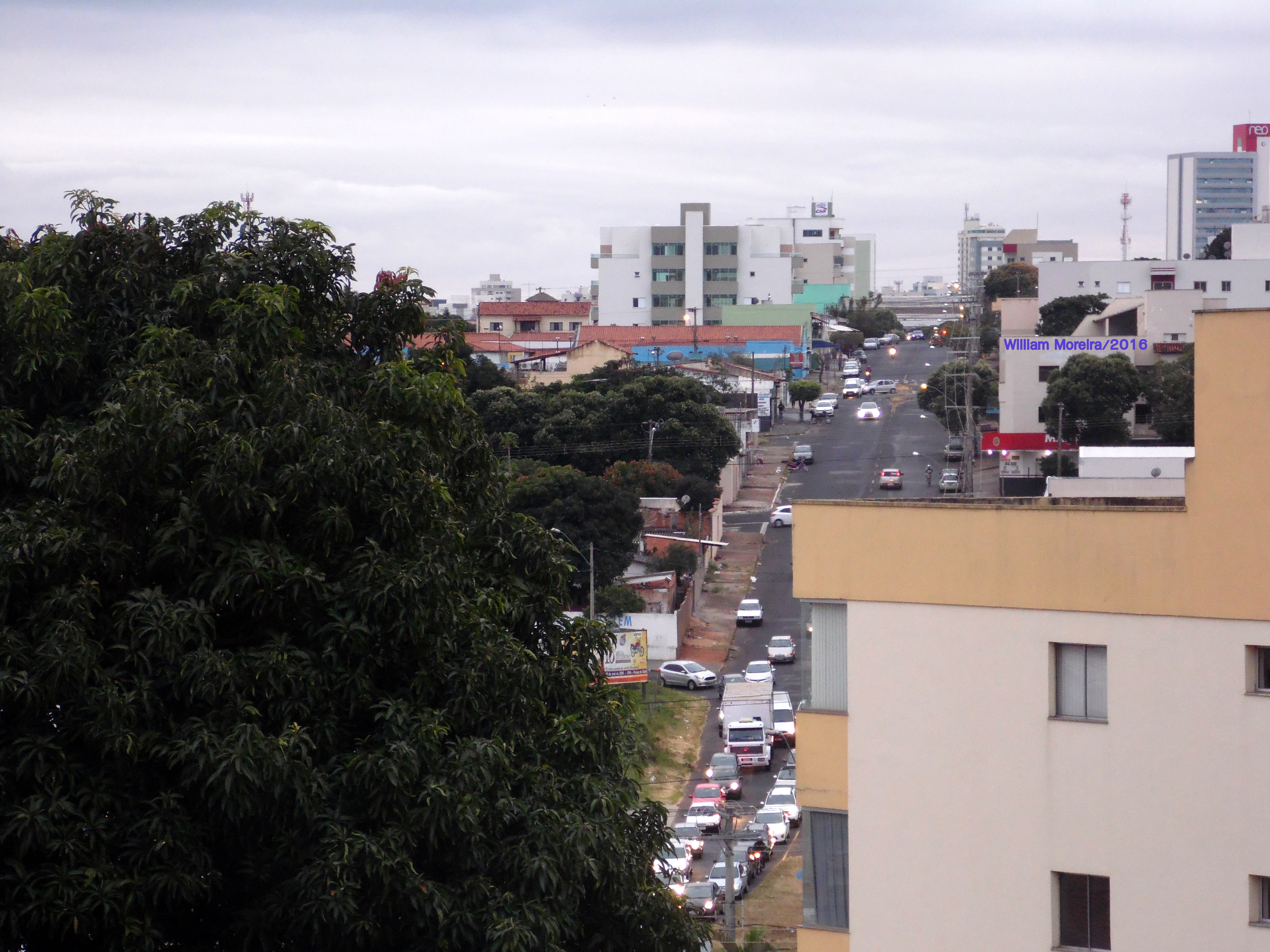
Av. Suíça, uma das principais do bairro Tibery

### Principais vias de acesso ao bairro
Principais acessos ao bairro

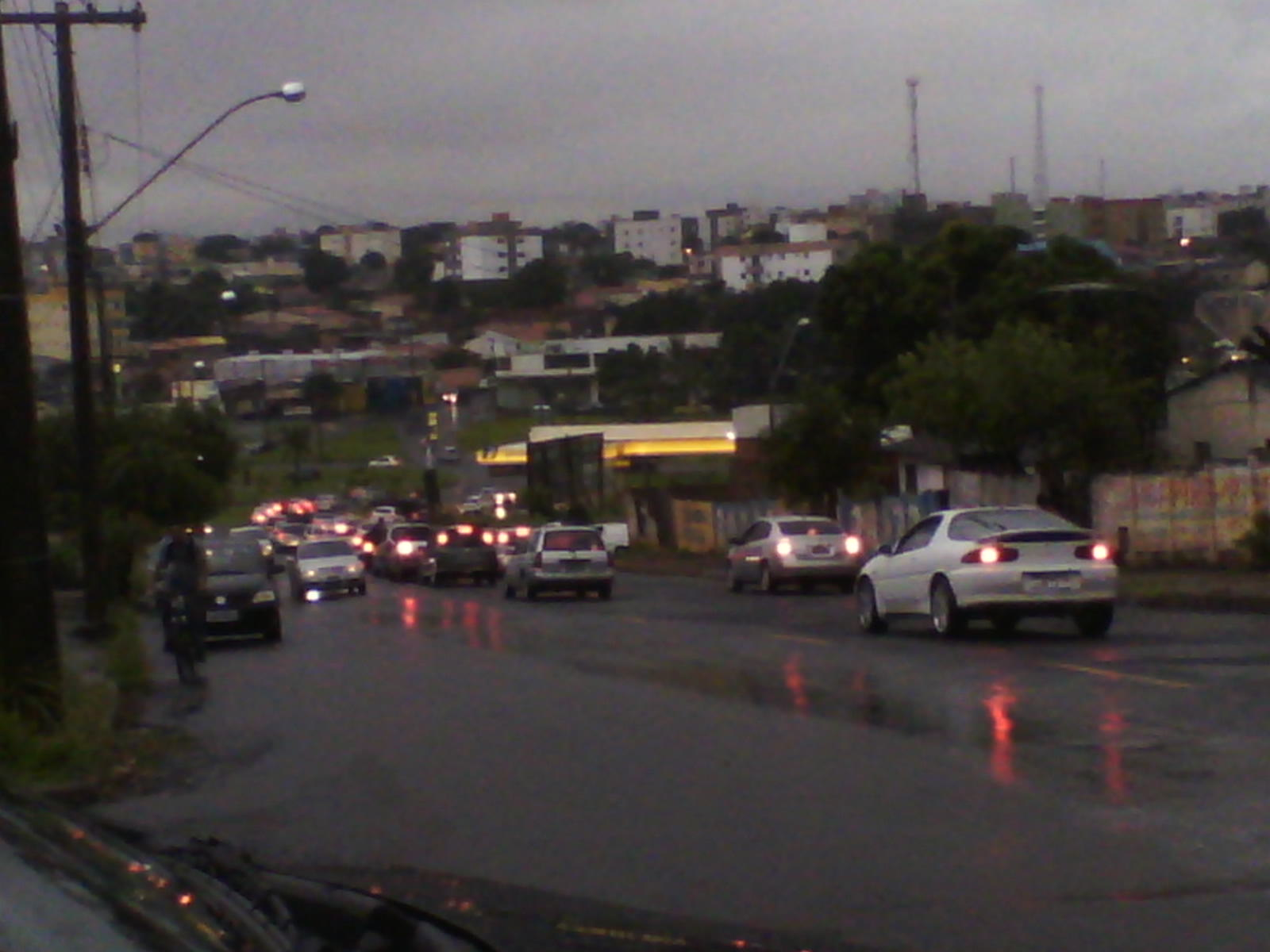
Avenida Suíça, saída para o Santa Mônica/Av. Anselmo Alves dos Santos, importante via do bairro Tibery, Zona Leste de Uberlândia.

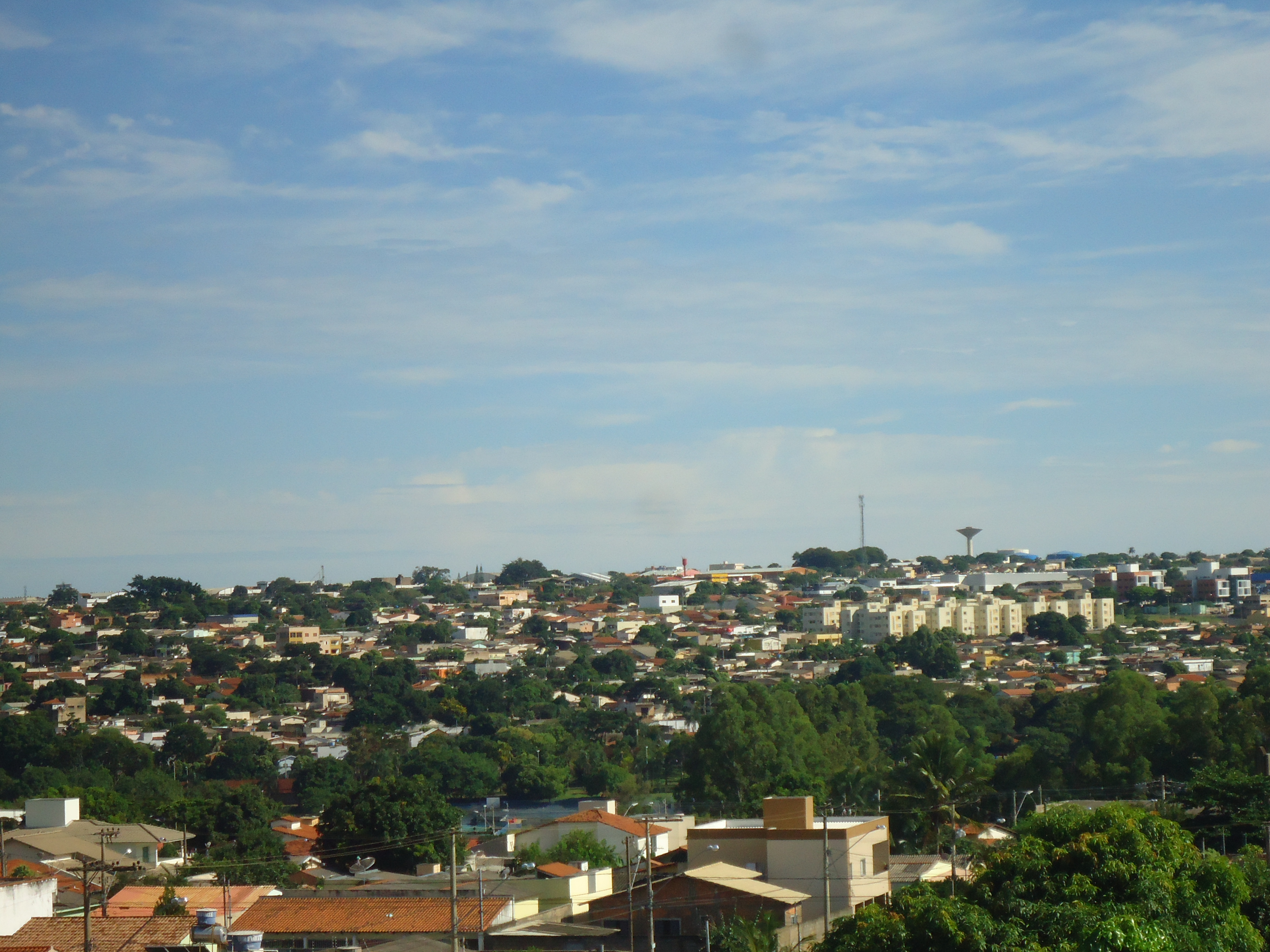
Bairro Tibery, zona leste de Uberlândia.

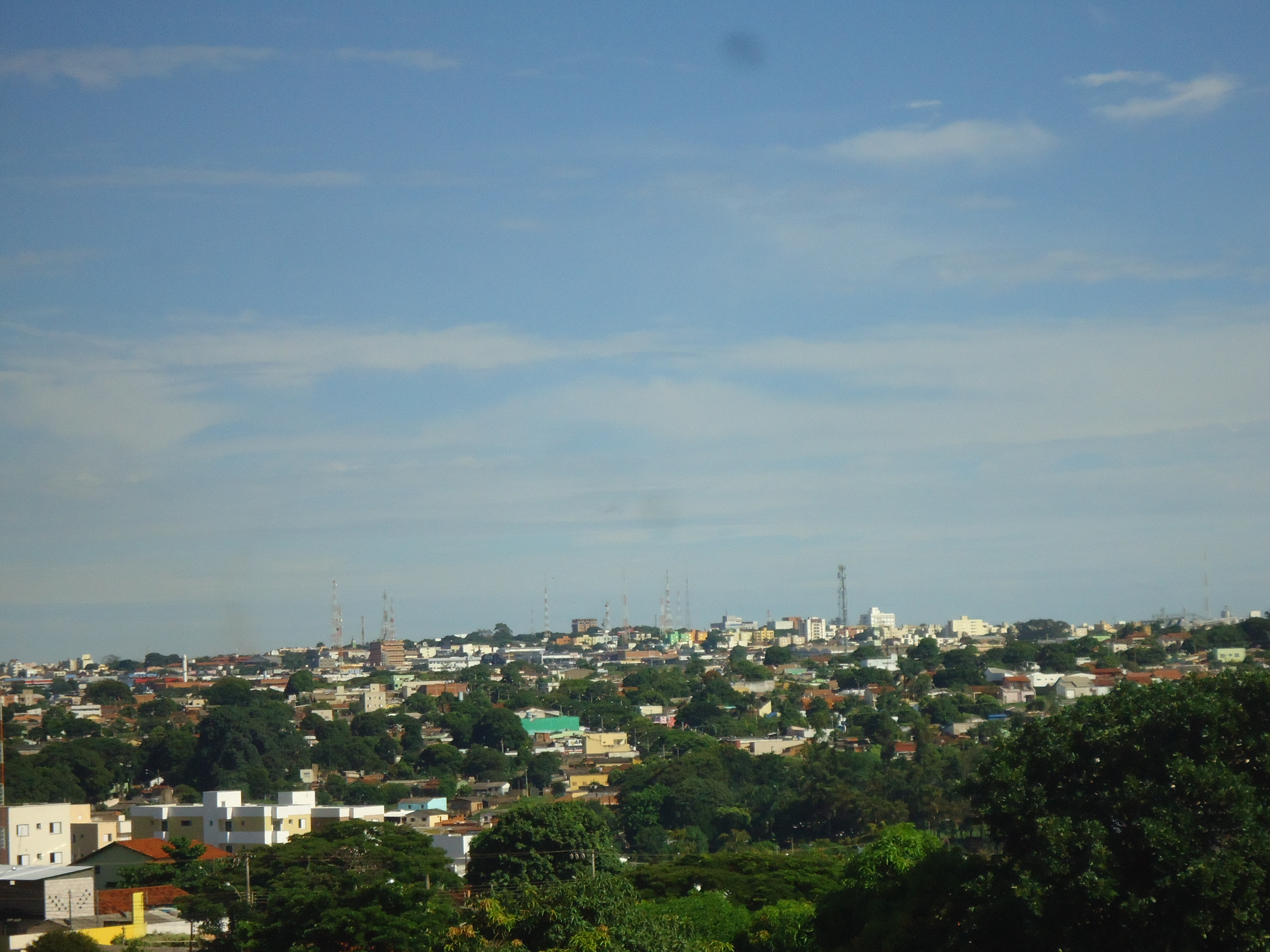
Bairro Tibery, Zona Leste de Uberlândia

- Avenida Rondon Pacheco; (principal avenida da cidade)
- Avenida João Naves de Ávila;
- Avenida Anselmo Alves dos Santos;
- Avenida Suíça (foto);
- Rua Niterói;
- Rua Rotary Club;
- BR 050.

### Principais vias do bairro
- Avenida Benjamim Magalhães
- Avenida Europa
- Avenida Noruega

## Escolas estaduais

### Ensino fundamental
- Escola Estadual Rotary

### Ensino médio
- Escola Estadual Sérgio de Freitas Pacheco

## Escolas municipais

### Escola municipal de educação infantil
- Professora Carmelita Vieira dos Santos

### Unidade de desenvolvimento infantil
- Tibery I

### Escola municipal de alfabetização
- Professora Carmelita Vieira dos Santos

## Unidades de saúde
O bairro Tibery, possui uma unidade de saúde, conhecida por UAI (Unidade de Atendimento Integrado) Anice Dib Jatene.

## Unidades de assistência social
O Tibery possui seis unidades de assistência social, sendo a mais conhecida a do Núcleo de Apoio Integral a Criança e ao Adolescente (NAICA). No mesmo local funciona outra unidade de assistência social.

## Estádios
- Estádio Airton Borges, sito à Avenida Rondon Pacheco, próximo ao Teatro Municipal.
- Estádio Municipal Parque do Sabiá.

## Teatro
- Teatro Municipal de Uberlândia[4]

## Novo Fórum de Uberlândia
- O novo fórum de Uberlândia, está sendo construído no bairro Tibery, na Avenida Rondon Pacheco, ao lado do Estádio Airton Borges. O atual Fórum Abelardo Penna está localizado no Centro da cidade.[5]

## Compras

### Shopping center
- Center Shopping Uberlândia

### Hipermercado
- Carrefour Uberlândia

## Parque

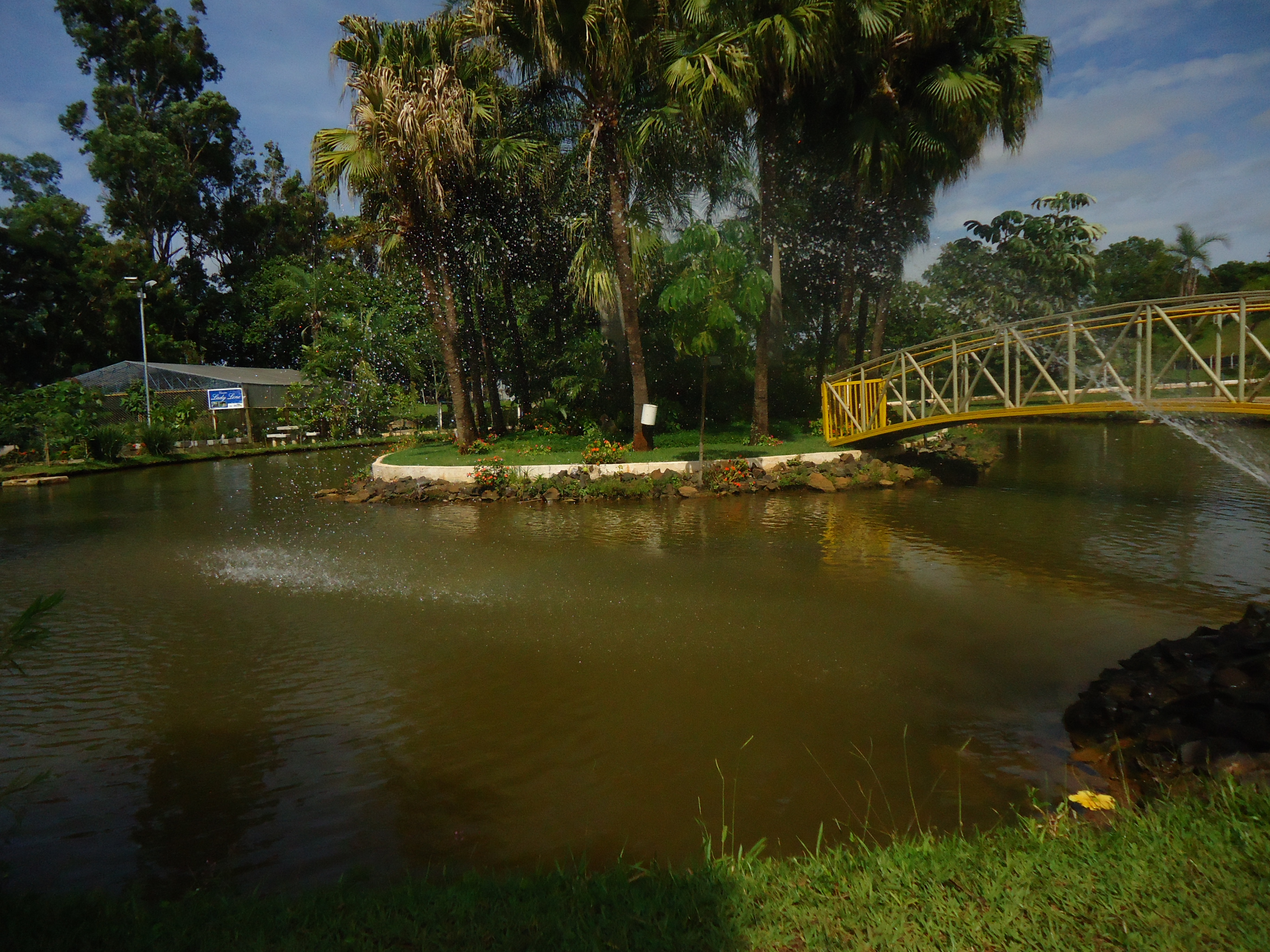
Bosque Lady Lene no Parque do Sabiá, Zona Leste de Uberlândia.

- Complexo Parque do Sabiá, com uma área de 1.850.000 m²: bosque, represas, lago, praia artificial, zoológico, piscicultura, aquários, pista para cooper, piscinas, campos de futebol, quadras poliesportivas, quadra de areia, campo society, parque infantil, sanitário, vestiários esportivos, lanchonetes, recantos contemplativos, estação meteorológica.
  - Sabiazinho (Ginásio Municipal Tancredo Neves) é um ginásio multiuso localizado em frente ao Parque do Sabiá. Conta com arquibancada para 8 mil pessoas, bar, lanchonete, sanitários e estacionamento.

## Geografia

### Topografia
O ponto mais alto do bairro está localizado nas proximidades da BR 050, perto do Posto da Matinha, com 920 metros. Enquanto que o mais baixo está localizado na avenida Anselmo Alves dos Santos, nas proximidades do Carrefour, com 845m.

### Hidrografia
Além das represas e lagos do Parque do Sabiá, o Tibery é rodeado por dois córregos que correm por baixo das avenidas Governador Rondon Pacheco e Anselmo Alves dos Santos.

### Zoneamentos
O bairro possui quatro diferentes classificações de lotes de acordo com a prefeitura municipal. São eles:
- Zona central 2 (oeste/sudeste do bairro)
- Zona de transição (centro/leste do bairro)
- Zona residencial 2 (centro do bairro)
- Zona de serviço (norte/nordeste do bairro)